# Pyroblazer
Pyroblazer — компьютерная игровая программа, футуристический аркадный гоночный симулятор, разработанный компанией Eipix и выпущенный издателем Candella Software на платформах PlayStation Portable и PC 13 ноября 2008 года.

## Место действия
События игры происходят на планете Новый Апейрон. В прежние времена население планеты жило на поверхности, однако впоследствии глобальный катаклизм вынудил людей скрыться под землей и сформировать три обитаемых уровня, перечисленных в порядке приближения к ядру: Гносис, Гаэдра и Ивлэд. Цивилизация Гносиса опирается на мистические ритуалы и магические познания предков, Гаэдры — на оружейную промышленность и технику, Ивлэда — на научные изыскания. В Новом Апейроне распространены верования, согласно которым мир был создан божеством по имени Аракон; инструментом творения послужил могущественный артефакт «Божественное пламя». Аракону приписывается также создание Пироблэйзера — состязания между пилотами особых высокотехнологичных болидов, оборудованных различными типами атакующего и оборонительного вооружения.

## Сюжетная линия
Сюжет Pyroblazer связан с историей молодого пилота, намеревающегося принять участие в первом для себя гоночном турнире. По мере прохождения им соревнований выясняется, что протагонист является восприемником древнего героя Шан-Тора, который использовал Божественное пламя во благо Апейрона и привел планету к процветанию непосредственно перед катаклизмом. Антагонистом выступает сущность по имени Фекуам, которая изначально считается посланником темного божества Лоарди и ассоциируется с уничтожением прежней апейронской цивилизации; впоследствии главный герой обнаруживает, что «Лоарди» — в действительности лишь деструктивный аспект Аракона, пожелавшего разрушить им же созданную реальность. Преодолев сопротивление Фекуама, протагонист покидает свой мир в поисках бога-творца.

## Геймплей
Pyroblazer предназначен для одного игрока. Пользователь может пройти кампанию, развивая тем самым сюжетную линию, провести одиночную гонку с собственными настройками или использовать режим быстрой гонки, в котором все параметры соревнования выбираются случайным образом. Режим кампании позволяет игроку приобретать доступ к новым трассам и болидам («блэйзерам», согласно игровой терминологии), которые могут быть использованы в двух других режимах. Соревнования проводятся на 14 трассах различной степени сложности; все треки являются замкнутыми и подразумевают прохождение нескольких (от 1 до 15) кругов. По ходу трассы могут быть получены разнообразные вознаграждения (четырехкратный урон, невидимость и т. п.), а также новые виды вооружения.
Набор блэйзеров, которые может пилотировать игрок, насчитывает 20 позиций. Каждый болид характеризуется максимальной скоростью, степенью стартового ускорения, объемом форсажных баков и надежностью броневой защиты; проходя режим кампании, игрок открывает машины со все более высокими характеристиками. Следует при этом отметить, что блэйзеры обладают антигравитационными свойствами и в силу этого являются летательными аппаратами, отклоняемыми по всем трем основным воздушным осям (крен, тангаж, рыскание). Наиболее быстрые из них развивают скорость до 600 км/ч в обычном режиме и до 900 км/ч в режиме форсажа. Кроме того, каждый болид оснащен определенным видом оружия, позволяющего уничтожать идущие впереди блэйзеры, и может выбрасывать мины-ловушки, поражающие оппонентов позади игрока. Также в особом режиме «пиродвигателя» оружием становится форсажный выхлоп, поражающий огнём ближайших преследователей.
Оружие и мины в Pyroblazer могут быть условно разделены на летальные и нелетальные. Первые нацелены на нанесение ущерба, вторые — на бескровное получение преимущества путём замедления блэйзера оппонента, вывода из строя его вооружения или моментального обмена местами путём телепортации. К летальным относится такая амуниция, как плазменная пушка (простая, сдвоенная, на основе сжатой плазмы), ракета (одиночная, залпового огня), квантовая пушка, генератор силового поля и ядерная боеголовка, а также контактные, бесконтактные, самонаводящиеся, невидимые, движущиеся, электрические и ядерные мины. В свою очередь, спектр нелетального оборудования ограничен замедляющим импульсом и транслокатором, а также гравитационными, электромагнитными ловушками и минами силового поля.

## Отзывы
Мнения о Pyroblazer, прозвучавшие в Интернет-обзорах, оказались различны и порой диаметрально противоположны. К примеру, ресурс GamesRadar оценил проект на 2,5 балла из 5, раскритиковав его за многочисленные препятствия и узкие туннели на треках, мешающие игроку получать удовольствие от скорости, а также за проблемы с визуальной перспективой и оценкой расстояния до объектов. Обозреватель ресурса Big Download, в свою очередь, указал на запутанность и непоследовательность сюжета, а также заявил, что значительный потенциал проекта был нивелирован несколькими неудачными дизайнерскими решениями. В то же время, к примеру, российский портал Hard’n’Soft дал программе высокую оценку, отметив, что «в целом же Pyroblazer оставляет исключительно положительное впечатление». В схожем ключе высказался обозреватель журнала «Лучшие компьютерные игры», определивший Pyroblazer как «неожиданное яркое переживание из совершенно безумной, веселой и в то же время крайне напряженной чехарды» и выставивший игре рейтинг 69 %.